# Xã Dayton, Quận Marshall, South Dakota
Xã Dayton (tiếng Anh: Dayton Township) là một xã thuộc quận Marshall, tiểu bang Nam Dakota, Hoa Kỳ. Năm 2010, dân số của xã này là 19 người.